# Lycium leiospermum
Lycium leiospermum ist eine Pflanzenart aus der Gattung der Bocksdorne (Lycium) in der Familie der Nachtschattengewächse (Solanaceae).

## Beschreibung
Lycium leiospermum ist ein 0,3 bis 1,5 m hoch werdender, aufrecht wachsender, starrer Strauch. Seine Laubblätter sind bereift, sukkulent und unbehaart. Ihre Länge beträgt 5 bis 13 mm, ihre Breite 0,5 bis 2 mm.
Die Blüten sind zwittrig und fünfzählig. Der Kelch ist zylindrisch bis becherförmig und unbehaart. Die Kelchröhre ist 5 bis 8 mm lang, die Kelchzipfel 3 bis 4 mm. Die Krone ist weiß gefärbt, in drei Lippen geteilt und am Kelch gekielt. Die Kronröhre erreicht eine Länge von 10 bis 13 mm, die Kronlappen werden 3 bis 3,5 mm lang. Die Staubfäden sind in einem Bereich von etwa 1 mm filzig behaart.
Die Frucht ist eine rote, eiförmige Beere mit einer Länge von 7 bis 9 mm und einer Breite von 5 bis 8 mm. Sie enthält eine Vielzahl von Samen.
Die Chromosomenzahl beträgt 2n = 24.

## Vorkommen
Die Art ist in Nordamerika verbreitet und kommt dort in den mexikanischen Bundesstaaten Baja California, Coahuila und San Luis Potosí vor.

## Belege
- J.S. Miller und R.A. Levin: Lycium leiospermum. In: Project Lycieae